# Visual FoxPro
Visual FoxPro原名FoxBase，是美国Fox Software公司推出的编程语言，主要用于数据库，在DOS上运行，与xBase系列相容。FoxPro原來是FoxBase的加强版，最高版本曾出过2.6。之后，Fox Software被微软收购，加以发展，使其可以在Windows上运行16bit版本為FoxPro for Windows Ver 2.6，中文版為FoxPro for Windows 2.5b，之後32bit版本并且更名为Visual FoxPro。
Visual FoxPro 3.0一推出，就受到广大用户的欢迎。因为xBase类的语言，如dBase、Clipper、InterBase、Paradox等，当时还无法在Windows上运行，于是Visual FoxPro成为市场上的霸主。
微软后来又顺势将Visual FoxPro包入Visual Studio中。到7.0的时候，為了因應.NET的发展策略，又将Visual FoxPro移出Visual Studio，并将Visual Studio更名为Visual Studio.Net。
目前最新的版本是9.0（发布于2007年）。
2007年3月，在微軟官方網站釋出了一份公告「A Message to the Community」，說明未來將不會再推出VFP 10，並且持續VFP 9的支援到2015年。只會在2007年夏季推出SP2。2006年進行的Sedna專案則是增強VFP對SQL Server 2005與Windows Vista的支援，其他的一些專案則已經開源到CodePlex。

## 外部連結
- 官方網站
  - 官網 （页面存档备份，存于）（英文）
  - 台灣官網[永久]（繁體中文）
- Visual-Foxpro-Wiki （页面存档备份，存于）